# Tabanus nepalensis
Tabanus nepalensis är en tvåvingeart som beskrevs av Coher 1971. Tabanus nepalensis ingår i släktet Tabanus och familjen bromsar.
Artens utbredningsområde är Nepal. Inga underarter finns listade i Catalogue of Life.